# Tommy Abbott
Tommy Abbott (Waco, 4 novembre 1934 – New York, 8 aprile 1987) è stato un ballerino, coreografo e attore statunitense.

## Biografia
Nato in Texas, Abbott studiò balletto e tip tap sotto la supervisione di Elmer Wheatley. Subito dopo il diploma si trasferì a New York, dove si perfezionò alla School of American Ballet. Fece il suo debutto a Broadway nel 1957, quando fu scelto personalmente da Jerome Robbins per entrare nel cast della prima mondiale del musical West Side Story. Nel 1960 danzò nell'adattamento cinematografico di West Side Story, mentre nel 1961 assisté Robbins per la prima di Fiddler on the Roof a Broadway. Il coreografo affidò ad Abbott il copito di ricreare le sue coreografie e regia nelle produzioni di Fiddler on the Roof a Tel Aviv (1965), Londra (1967), Amsterdam, Amburgo, Vienna e in vari allestimenti in Australia e nella Germania dell'Ovest. Nel 1962 tornò a Broadway in veste d'attore e ballerino per il musical A Family Affair, mentre nel 1962 era nuovamente a Broadway con il musical di Stephen Sondheim A Funny Thing Happened on the Way to the Forum. Nel 1963 recitò per l'ultima volta a Broadway nel musical Tovarich, in cui fu collega di Vivien Leigh.
Nel 1964 ricreò le coreografie di Robbins di West Side Story per un allestimento al City Center di New York, un compito che tornò a ricoprire nel revival di Broadway del 1980. Nel 1976 e nel 1981 curò i revival di Broadway di Fiddler of the Roof, in cui tornò a ricreare le coreografie e la regia originale di Robbins. Grande conoscitore dell'opera del coreografo americano, Abbott collaborò con Robbins anche per i revival dei balletti The Concert, Afternoon of a Faun, Moves, In G Major per l'Australian Ballet, mentre nel 1982 ricoreografò New York Export: Opus Jazz per il Festival di Spoleto. Nel 1984 curò anche il revival di Londra di West Side Story, riportando alla ribalta le coreografie originali.
Dichiaratamente gay, Abbott ebbe una relazione con Robbins e morì di AIDS nel 1987.

## Filmografia

### Attore
- West Side Story, regia di Jerome Robbins e Robert Wise (1961)

### Coreografo
- Il violinista sul tetto (Fiddler on the Roof), regia di Norman Jewison (1971)